# Paret de lloses
Paret formada per grans pedres planeres col·locades en posició vertical.

## Ús
Delimitar un espai de conreu

## Materials
Lloses de pedra costra

## Mesures
25cm d'amplària, 1m d'alçada